# 若阿基姆·雍比-奥庞戈
若阿基姆·雍比-奥庞戈（法語：Joachim Yhombi-Opango；1939年1月12日—2020年3月30日），刚果共和国政治人物。
他生于法属赤道非洲法属刚果鲁塞堡（今刚果共和国奥旺多）。曾就读于布拉柴维尔的一所军校，1957年被法国殖民军派往驻乍得部队服役。1960年，刚果共和国独立。先后担任刚果军队中的要职。1969年底刚果劳动党成立，雍比当选为中央委员并任中央常设军事委员会副主席。1977年，总统马里安·恩古瓦比遇刺身亡，雍比出任中央军事委员会主席、刚果共和国总统、国家元首和部长会议主席，兼武装部队总司令，总揽党政军大权。1979年2月，刚果劳动党中央全会罢免雍比，免去其所有职务。同年3月根据劳动党第三次特别代表大会决议，以“叛国罪”将其开除出党并被捕。1990年8月获释，同年11月创立争取民主和发展联盟。1997年内战爆发，他流亡海外。直到2007年才回到刚果共和国。
2020年3月30日，他因2019冠狀病毒病在法國塞纳河畔讷伊去世。